# 24 uur van Daytona 1981
De 24 uur van Daytona 1981 was de 19e editie van deze endurancerace. De race werd verreden op 31 januari en 1 februari 1981 op de Daytona International Speedway nabij Daytona Beach, Florida.
De race werd gewonnen door de Garretson Racing #9 van Bob Garretson, Bobby Rahal en Brian Redman. Voor Redman was het zijn derde Daytona-zege, terwijl Garretson en Rahal allebei hun eerste overwinning behaalden. De GTU-klasse werd gewonnen door de Kegel Enterprises #62 van Bill Koll, Jeff Kline en Rob McFarlin. De GTO-klasse werd gewonnen door de Bavarian Motors International #98 van Walter Brun, Hans-Joachim Stuck en Alf Gebhardt.

## Race
Winnaars in hun klasse zijn vetgedrukt.
| Pos. | Klasse | No. | Team                          | Coureurs                                             | Chassis                          | Ronden |
| Pos. | Klasse | No. | Team                          | Coureurs                                             | Motor                            | Ronden |
| ---- | ------ | --- | ----------------------------- | ---------------------------------------------------- | -------------------------------- | ------ |
| 1    | GTX    | 9   | Garretson Racing              | Bob Garretson Bobby Rahal Brian Redman               | Porsche 935 K3/80                | 708    |
| 1    | GTX    | 9   | Garretson Racing              | Bob Garretson Bobby Rahal Brian Redman               | Porsche 3.2 L Twin-turbo Flat-6  | 708    |
| 2    | GTX    | 5   | Bob Akin Motor Racing         | Bob Akin Craig Siebert Derek Bell                    | Porsche 935 K3                   | 695    |
| 2    | GTX    | 5   | Bob Akin Motor Racing         | Bob Akin Craig Siebert Derek Bell                    | Porsche 3.2 L Twin-turbo Flat-6  | 695    |
| 3    | GTU    | 62  | Kegel Enterprises             | Bill Koll Jeff Kline Rob McFarlin                    | Porsche 911 SC                   | 644    |
| 3    | GTU    | 62  | Kegel Enterprises             | Bill Koll Jeff Kline Rob McFarlin                    | Porsche 3.0 L Flat-6             | 644    |
| 4    | GTU    | 23  | The New Raytown Datsun        | Dick Davenport Frank Carney Rameau Johnson           | Datsun 280ZX                     | 626    |
| 4    | GTU    | 23  | The New Raytown Datsun        | Dick Davenport Frank Carney Rameau Johnson           | Nissan L28E 2.8 L I6             | 626    |
| 5    | GTX    | 24  | Jolly Club Italia             | Emanuele Pirro Martino Finotto Carlo Facetti         | Lancia Montecarlo Turbo          | 609    |
| 5    | GTX    | 24  | Jolly Club Italia             | Emanuele Pirro Martino Finotto Carlo Facetti         | Lancia Lampedri 1.4 L Turbo I4   | 609    |
| 6    | GTO    | 98  | Bavarian Motors International | Walter Brun Hans-Joachim Stuck Alf Gebhardt          | BMW M1                           | 608    |
| 6    | GTO    | 98  | Bavarian Motors International | Walter Brun Hans-Joachim Stuck Alf Gebhardt          | BMW M88 3.5 L I6                 | 608    |
| 7    | GTU    | 98  | Kent Racing                   | Lee Mueller Kathy Rude Philippe Martin               | Mazda RX-7                       | 606    |
| 7    | GTU    | 98  | Kent Racing                   | Lee Mueller Kathy Rude Philippe Martin               | Mazda 1.3 L Rotary               | 606    |
| 8    | GTX    | 84  | Scorpio Racing                | Enrique Molins Eduardo Barrientos Carlos Gonzalez    | Porsche 935 M16                  | 595    |
| 8    | GTX    | 84  | Scorpio Racing                | Enrique Molins Eduardo Barrientos Carlos Gonzalez    | Porsche 3.2 L Twin-turbo Flat-6  | 595    |
| 9    | GTU    | 55  | Mandeville Racing Enterprises | Roger Mandeville Amos Johnson Diego Febles           | Mazda RX-7                       | 595    |
| 9    | GTU    | 55  | Mandeville Racing Enterprises | Roger Mandeville Amos Johnson Diego Febles           | Mazda 1.3 L Rotary               | 595    |
| 10   | GTU    | 7   | Kent Racing                   | Walt Bohren Jim Mullen J. Kurt Roehrig               | Mazda RX-7                       | 589    |
| 10   | GTU    | 7   | Kent Racing                   | Walt Bohren Jim Mullen J. Kurt Roehrig               | Mazda 1.3 L Rotary               | 589    |
| 11   | GTU    | 50  | Downing/Maffucci Racing       | Scott Hoerr Irv Hoerr Jim Downing                    | Mazda RX-7                       | 585    |
| 11   | GTU    | 50  | Downing/Maffucci Racing       | Scott Hoerr Irv Hoerr Jim Downing                    | Mazda 1.3 L Rotary               | 585    |
| 12   | GTO    | 58  | Chuck Kendall                 | Pete Smith Chuck Kendall Steve Earle                 | Porsche 911 Carrera RSR          | 585    |
| 12   | GTO    | 58  | Chuck Kendall                 | Pete Smith Chuck Kendall Steve Earle                 | Porsche 3.0 L Flat-6             | 585    |
| 13   | GTU    | 45  | Autosport Technology          | M. L. Speer Dwight Mitchell Ray Ratcliff             | Porsche 914-6 GT                 | 581    |
| 13   | GTU    | 45  | Autosport Technology          | M. L. Speer Dwight Mitchell Ray Ratcliff             | Porsche 2.0 L Flat-6             | 581    |
| 14   | GTX    | 07  | Heimrath Racing               | Ludwig Heimrath Ludwig Heimrath jr.                  | Porsche 935                      | 575    |
| 14   | GTX    | 07  | Heimrath Racing               | Ludwig Heimrath Ludwig Heimrath jr.                  | Porsche 3.2 L Twin-turbo Flat-6  | 575    |
| 15   | GTO    | 34  | Drolsom Racing                | George Drolsom Rob Hoskins Bill Johnson              | Porsche 911 Carrera              | 563    |
| 15   | GTO    | 34  | Drolsom Racing                | George Drolsom Rob Hoskins Bill Johnson              | Porsche 3.0 L Flat-6             | 563    |
| 16   | GTX    | 2   | BMW Motorsport                | Dieter Quester David Hobbs Marc Surer                | BMW M1                           | 555    |
| 16   | GTX    | 2   | BMW Motorsport                | Dieter Quester David Hobbs Marc Surer                | BMW M88 3.5 L I6                 | 555    |
| 17   | GTO    | 27  | Southard Motor Racing         | Steve Southard Jay Kjoller Jean Kjoller              | Porsche 911 Carrera              | 548    |
| 17   | GTO    | 27  | Southard Motor Racing         | Steve Southard Jay Kjoller Jean Kjoller              | Porsche 3.0 L Flat-6             | 548    |
| 18   | GTX    | 3   | Martini Lancia Racing         | Riccardo Patrese Hans Heyer Henri Pescarolo          | Lancia Montecarlo Turbo          | 545    |
| 18   | GTX    | 3   | Martini Lancia Racing         | Riccardo Patrese Hans Heyer Henri Pescarolo          | Lancia Lampedri 1.4 L Turbo I4   | 545    |
| 19   | GTO    | 42  | Mac's Bar Spec./Kend Co.      | Nort Northam Ed Kuhel Dick Neland                    | Chevrolet Camaro                 | 532    |
| 19   | GTO    | 42  | Mac's Bar Spec./Kend Co.      | Nort Northam Ed Kuhel Dick Neland                    | Chevrolet V8                     | 532    |
| DNF  | GTO    | 04  | T&R Racing                    | Tico Almeida Rene Rodriguez Miguel Morejon           | Porsche 911 Carrera RSR          | 526    |
| DNF  | GTO    | 04  | T&R Racing                    | Tico Almeida Rene Rodriguez Miguel Morejon           | Porsche 3.0 L Flat-6             | 526    |
| 21   | GTX    | 02  | Firestone Tire & Rubber       | John Morton Tom Klausler                             | Ford Mustang                     | 517    |
| 21   | GTX    | 02  | Firestone Tire & Rubber       | John Morton Tom Klausler                             | Cosworth BDA 1.6 L I4            | 517    |
| 22   | GTO    | 36  | Herman & Miller               | Paul Miller Pat Bedard Skeeter McKitterick           | Porsche 924 Carrera GTR          | 515    |
| 22   | GTO    | 36  | Herman & Miller               | Paul Miller Pat Bedard Skeeter McKitterick           | Audi EA831 2.0 L Turbo I4        | 515    |
| DNF  | GTU    | 82  | Trinity Racing                | Bob Bergstrom John Casey Jim Cook                    | Mazda RX-7                       | 513    |
| DNF  | GTU    | 82  | Trinity Racing                | Bob Bergstrom John Casey Jim Cook                    | Mazda 1.3 L Rotary               | 513    |
| DNF  | GTX    | 51  | Andial Racing/Meister Homes   | Rolf Stommelen Harald Grohs Howard Meister           | Porsche 935 M16                  | 500    |
| DNF  | GTX    | 51  | Andial Racing/Meister Homes   | Rolf Stommelen Harald Grohs Howard Meister           | Porsche 3.2 L Twin-turbo Flat-6  |        |
| 25   | GTU    | 16  | Corp Racing Ltd.              | Jim Burt Doug Grunnet Steve Paquette                 | Mazda RX-7                       | 471    |
| 25   | GTU    | 16  | Corp Racing Ltd.              | Jim Burt Doug Grunnet Steve Paquette                 | Mazda 1.3 L Rotary               | 471    |
| 26   | GTU    | 52  | Beach Ball Racing             | Tom Cripe Dick Gauthier Jack Swanson                 | Porsche 911                      | 450    |
| 26   | GTU    | 52  | Beach Ball Racing             | Tom Cripe Dick Gauthier Jack Swanson                 | Porsche Flat-6                   | 450    |
| 27   | GTO    | 43  | Bob Gregg Racing              | Bob Young Len Jones Bob Gregg                        | Porsche 911 Carrera              | 446    |
| 27   | GTO    | 43  | Bob Gregg Racing              | Bob Young Len Jones Bob Gregg                        | Porsche 3.0 L Flat-6             | 446    |
| 28   | GTU    | 81  | Trinity Racing                | Tom Winters Steve Dietrich Carter Alsop              | Mazda RX-7                       | 429    |
| 28   | GTU    | 81  | Trinity Racing                | Tom Winters Steve Dietrich Carter Alsop              | Mazda 1.3 L Rotary               | 429    |
| 29   | GTU    | 70  | Chris Doyle                   | Chris Doyle Hubert G. Phipps Robert Overby           | Mazda RX-7                       | 429    |
| 29   | GTU    | 70  | Chris Doyle                   | Chris Doyle Hubert G. Phipps Robert Overby           | Mazda 1.3 L Rotary               | 429    |
| 30   | GTO    | 46  | Pedro de Narváez              | Honorato Espinosa Pedro de Narváez Jorge Cortes      | Porsche 911 Carrera RSR          | 385    |
| 30   | GTO    | 46  | Pedro de Narváez              | Honorato Espinosa Pedro de Narváez Jorge Cortes      | Porsche 3.0 L Flat-6             | 385    |
| DNF  | GTX    | 65  | Prancing Horse Farms Racing   | Tony Adamowicz Rick Knoop                            | Ferrari 512 BB LM                | 373    |
| DNF  | GTX    | 65  | Prancing Horse Farms Racing   | Tony Adamowicz Rick Knoop                            | Ferrari Tipo F102B 4.9 L Flat-12 | 373    |
| DNF  | GTO    | 01  | Kirby-Hitchcock Racing        | Siegfried Brunn Robert Kirby John Hotchkis           | Porsche 911 Carrera RSR          | 361    |
| DNF  | GTO    | 01  | Kirby-Hitchcock Racing        | Siegfried Brunn Robert Kirby John Hotchkis           | Porsche 3.0 L Flat-6             | 361    |
| DNF  | GTO    | 25  | Red Lobster Racing            | Kenper Miller Dave Cowart Ricardo Londoño            | BMW M1                           | 346    |
| DNF  | GTO    | 25  | Red Lobster Racing            | Kenper Miller Dave Cowart Ricardo Londoño            | BMW M88 3.5 L I6                 | 346    |
| DNF  | GTX    | 30  | Momo/Penthouse                | Gianpiero Moretti Charles Mendez Mauricio de Narváez | Porsche 935 J                    | 339    |
| DNF  | GTX    | 30  | Momo/Penthouse                | Gianpiero Moretti Charles Mendez Mauricio de Narváez | Porsche 3.2 L Twin-turbo Flat-6  | 339    |
| DNF  | GTU    | 57  | Personalized Autohaus         | Jeff Scott David Goodell Volker Bruckmann            | Porsche 914-6 GT                 | 339    |
| DNF  | GTU    | 57  | Personalized Autohaus         | Jeff Scott David Goodell Volker Bruckmann            | Porsche 2.0 L Flat-6             | 339    |
| DNF  | GTO    | 71  | Philip Keirn                  | Philip Keirn Gail Engle Bard Boand                   | Chevrolet Corvette C3            | 328    |
| DNF  | GTO    | 71  | Philip Keirn                  | Philip Keirn Gail Engle Bard Boand                   | Chevrolet V8                     | 328    |
| DNF  | GTO    | 67  | Levi's Team Highball          | Dennis Shaw Steve Whitman Les Blackburn              | AMC Spirit AMX                   | 303    |
| DNF  | GTO    | 67  | Levi's Team Highball          | Dennis Shaw Steve Whitman Les Blackburn              | AMC 5.0 L V8                     | 303    |
| DNF  | GTO    | 03  | Angelo Pallavicini            | Angelo Pallavicini John Sheldon Neil Crang           | Porsche 934                      | 290    |
| DNF  | GTO    | 03  | Angelo Pallavicini            | Angelo Pallavicini John Sheldon Neil Crang           | Porsche 3.0 L Turbo Flat-6       | 290    |
| DNF  | GTX    | 0   | Interscope Racing             | Ted Field Milt Minter Danny Ongais                   | Porsche 935 K3/80                | 287    |
| DNF  | GTX    | 0   | Interscope Racing             | Ted Field Milt Minter Danny Ongais                   | Porsche 3.2 L Turbo Flat-6       | 287    |
| DNF  | GTO    | 11  | Holbert Racing                | Al Holbert Rick Mears Doc Bundy                      | Porsche 924 Carrera GTR          | 263    |
| DNF  | GTO    | 11  | Holbert Racing                | Al Holbert Rick Mears Doc Bundy                      | Audi EA831 2.0 L Turbo I4        | 263    |
| DNF  | GTX    | 4   | Martini Lancia Racing         | Michele Alboreto Piercarlo Ghinzani Beppe Gabbiani   | Lancia Montecarlo Turbo          | 235    |
| DNF  | GTX    | 4   | Martini Lancia Racing         | Michele Alboreto Piercarlo Ghinzani Beppe Gabbiani   | Lancia Lampedri 1.4 L Turbo I4   | 235    |
| DNF  | GTX    | 23  | Bayside Disposal Racing       | Hurley Haywood Jürgen Barth Bruce Leven              | Porsche 935/80                   | 232    |
| DNF  | GTX    | 23  | Bayside Disposal Racing       | Hurley Haywood Jürgen Barth Bruce Leven              | Porsche 3.2 L Turbo Flat-6       | 232    |
| DNF  | GTO    | 78  | Howey Farms                   | Clark Howey Tracy Wolf Dale Koch                     | Chevrolet Camaro                 | 208    |
| DNF  | GTO    | 78  | Howey Farms                   | Clark Howey Tracy Wolf Dale Koch                     | Chevrolet V8                     | 208    |
| DNF  | GTO    | 19  | Van Every Racing              | Lance Van Every Ash Tisdelle Rusty Bond              | Porsche 911 Carrera RSR          | 194    |
| DNF  | GTO    | 19  | Van Every Racing              | Lance Van Every Ash Tisdelle Rusty Bond              | Porsche 3.0 L Flat-6             | 194    |
| DNF  | GTX    | 20  | Chris Cord Racing             | Chris Cord Jim Adams                                 | Chevrolet Monza                  | 191    |
| DNF  | GTX    | 20  | Chris Cord Racing             | Chris Cord Jim Adams                                 | Chevrolet 6.0 L V8               | 191    |
| DNF  | GTX    | 80  | Maurice Carter Racing         | Maurice Carter Eppie Wietzes Richard Valentine       | Chevrolet Camaro                 | 188    |
| DNF  | GTX    | 80  | Maurice Carter Racing         | Maurice Carter Eppie Wietzes Richard Valentine       | Chevrolet V8                     | 188    |
| DNF  | GTU    | 38  | Case Racing                   | Ron Case Dave Panaccione Ren Tilton                  | Porsche 911                      | 169    |
| DNF  | GTU    | 38  | Case Racing                   | Ron Case Dave Panaccione Ren Tilton                  | Porsche Flat-6                   | 169    |
| DNF  | GTX    | 1   | Kremer Racing                 | John Fitzpatrick Jim Busby Bob Wollek                | Porsche 935 K3/80                | 167    |
| DNF  | GTX    | 1   | Kremer Racing                 | John Fitzpatrick Jim Busby Bob Wollek                | Porsche 3.2 L Turbo Flat-6       | 167    |
| DNF  | GTU    | 22  | Personalized Autohaus         | Wayne Baker Dan Gilliland Frank Harmstad             | Porsche 914/4                    | 143    |
| DNF  | GTU    | 22  | Personalized Autohaus         | Wayne Baker Dan Gilliland Frank Harmstad             | Volkswagen 411E 1.6 L Flat-4     | 143    |
| DNF  | GTU    | 33  | Zotz Garage                   | Harro Zitza Doug Zitza Ara Dube                      | Porsche 914-6 GT                 | 128    |
| DNF  | GTU    | 33  | Zotz Garage                   | Harro Zitza Doug Zitza Ara Dube                      | Porsche 2.0 L Flat-6             | 128    |
| DNF  | GTO    | 17  | Bavarian Motors International | Bruno Beilcke Kurt König Rudi Walch                  | BMW 3.5 CSL                      | 126    |
| DNF  | GTO    | 17  | Bavarian Motors International | Bruno Beilcke Kurt König Rudi Walch                  | BMW M30 B35 3.5 L I6             | 126    |
| DNF  | GTX    | 37  | Pepe Romero                   | Pepe Romero Mandy Gonzalez Luis Méndez               | Porsche 935 M16                  | 121    |
| DNF  | GTX    | 37  | Pepe Romero                   | Pepe Romero Mandy Gonzalez Luis Méndez               | Porsche 3.2 L Turbo Flat-6       | 121    |
| DNF  | GTO    | 40  | David Deacon Racing           | Rudy Bartling Mike Freberg David Deacon              | BMW M1                           | 118    |
| DNF  | GTO    | 40  | David Deacon Racing           | Rudy Bartling Mike Freberg David Deacon              | BMW M88 3.5 L I6                 | 118    |
| DNF  | GTO    | 54  | Montura Racing                | Tony Garcia Albert Naon Luis Sereix                  | Porsche 911 Carrera RSR          | 112    |
| DNF  | GTO    | 54  | Montura Racing                | Tony Garcia Albert Naon Luis Sereix                  | Porsche 3.0 L Flat-6             | 112    |
| DNF  | GTO    | 99  | Gassaway/Oftedahl             | Dave Heinz Chris Gleason Joe Cogbill Mike Gassaway   | Chevrolet Camaro                 | 108    |
| DNF  | GTO    | 99  | Gassaway/Oftedahl             | Dave Heinz Chris Gleason Joe Cogbill Mike Gassaway   | Chevrolet V8                     | 108    |
| DNF  | GTO    | 60  | Bob's Speed Products          | Vicki Smith Sam Miller Bob Lee                       | AMC Spirit AMX                   | 87     |
| DNF  | GTO    | 60  | Bob's Speed Products          | Vicki Smith Sam Miller Bob Lee                       | AMC 5.0 L V8                     | 87     |
| DNF  | GTX    | 94  | Whittington Brothers Racing   | Don Whittington Bill Whittington Dale Whittington    | Porsche 935 K3                   | 84     |
| DNF  | GTX    | 94  | Whittington Brothers Racing   | Don Whittington Bill Whittington Dale Whittington    | Porsche 3.2 L Turbo Flat-6       | 84     |
| DNF  | GTO    | 75  | Z&W Enterprises               | Eddy Joosen Dirk Vermeersch Jean-Paul Libert         | Mazda RX-7                       | 83     |
| DNF  | GTO    | 75  | Z&W Enterprises               | Eddy Joosen Dirk Vermeersch Jean-Paul Libert         | Mazda 1.3 L Rotary               | 83     |
| DNF  | GTX    | 6   | Joest Racing                  | Volkert Merl Jochen Mass Reinhold Joest              | Porsche 935 J                    | 59     |
| DNF  | GTX    | 6   | Joest Racing                  | Volkert Merl Jochen Mass Reinhold Joest              | Porsche 3.2 L Turbo Flat-6       | 59     |
| DNF  | GTX    | 18  | JLP Racing                    | John Paul sr. John Paul jr. Gordon Smiley            | Porsche 935 JLP                  | 53     |
| DNF  | GTX    | 18  | JLP Racing                    | John Paul sr. John Paul jr. Gordon Smiley            | Porsche 3.2 L Turbo Flat-6       | 53     |
| DNF  | GTX    | 44  | Stratagraph                   | Terry Labonte David Pearson Billy Hagan              | Chevrolet Camaro                 | 50     |
| DNF  | GTX    | 44  | Stratagraph                   | Terry Labonte David Pearson Billy Hagan              | Chevrolet V8                     | 50     |
| DNF  | GTO    | 87  | Bob Beasley                   | George Stone Bob Beasley Werner Frank                | Porsche 911 Carrera RSR          | 48     |
| DNF  | GTO    | 87  | Bob Beasley                   | George Stone Bob Beasley Werner Frank                | Porsche 3.0 L Flat-6             | 48     |
| DNF  | GTO    | 15  | D. L. Performance Engineering | Doug Lutz Robin Boone Dave White                     | Porsche 911 Carrera RSR          | 47     |
| DNF  | GTO    | 15  | D. L. Performance Engineering | Doug Lutz Robin Boone Dave White                     | Porsche 3.0 L Flat-6             | 47     |
| DNF  | GTX    | 09  | Thunderbird Swap Shops        | Preston Henn Bob Bondurant Dale Whittington          | Porsche 935 K3                   | 30     |
| DNF  | GTX    | 09  | Thunderbird Swap Shops        | Preston Henn Bob Bondurant Dale Whittington          | Porsche 3.2 L Turbo Flat-6       | 30     |
| DNF  | GTO    | 28  | NTS Racing                    | Sam Posey Fred Stiff                                 | Datsun 280ZX Turbo               | 29     |
| DNF  | GTO    | 28  | NTS Racing                    | Sam Posey Fred Stiff                                 | Nissan L28ET 2.8 L Turbo I6      | 29     |
| DNF  | GTU    | 66  | Richard J. Dunham             | Jack Dunham John Maffucci Stanton Barrett            | Mazda RX-7                       | 20     |
| DNF  | GTU    | 66  | Richard J. Dunham             | Jack Dunham John Maffucci Stanton Barrett            | Mazda 1.3 L Rotary               | 20     |
| DNF  | GTU    | 49  | Alfred Cosentino              | Bob Speakman Al Cosentino                            | Mazda RX-7                       | 12     |
| DNF  | GTU    | 49  | Alfred Cosentino              | Bob Speakman Al Cosentino                            | Mazda 1.3 L Rotary               | 12     |
| DNF  | GTO    | 06  | Crevier Imports               | Pete Halsmer Joe Crevier Al Unser jr.                | Ferrari 365 GTB/4                | 9      |
| DNF  | GTO    | 06  | Crevier Imports               | Pete Halsmer Joe Crevier Al Unser jr.                | Ferrari Tipo 251 4.4 L V12       | 9      |
| DNF  | GTX    | 10  | Jolly Club                    | Carlo Facetti Martino Finotto                        | Ferrari 308 GTB Turbo            | 4      |
| DNF  | GTX    | 10  | Jolly Club                    | Carlo Facetti Martino Finotto                        | Ferrari F106AB 2.9 L Turbo V8    | 4      |
| DNS  | GTX    | 00  | Interscope Racing             | Ted Field Milt Minter Danny Ongais                   | Porsche 935 K3/80                | 0      |
| DNS  | GTX    | 00  | Interscope Racing             | Ted Field Milt Minter Danny Ongais                   | Porsche 3.2 L Turbo Flat-6       | 0      |
| DNS  | GTO    | 88  | Herb Adams VSE                | Herb Adams Jerry Thompson Don Sherman                | Chevrolet Camaro                 | 0      |
| DNS  | GTO    | 88  | Herb Adams VSE                | Herb Adams Jerry Thompson Don Sherman                | Chevrolet V8                     | 0      |
| DNS  | GTO    | 05  | T&R Racing                    | Tico Almeida Rene Rodriguez Fred Flaquer             | Porsche 911 Carrera RSR          | 0      |
| DNS  | GTO    | 05  | T&R Racing                    | Tico Almeida Rene Rodriguez Fred Flaquer             | Porsche 3.0 L Flat-6             | 0      |
| DNS  | GTO    | 69  | Southwind Enterprises         | Tico Almeida Rene Rodriguez Fred Flaquer             | Plymouth Volaré                  | 0      |
| DNS  | GTO    | 69  | Southwind Enterprises         | Tico Almeida Rene Rodriguez Fred Flaquer             | Chrysler V8                      | 0      |
| DNS  | GTU    | 89  | Klaus Bitterauf               | Klaus Bitterauf James Moxley Jim Leo                 | Porsche 911 S                    | 0      |
| DNS  | GTU    | 89  | Klaus Bitterauf               | Klaus Bitterauf James Moxley Jim Leo                 | Porsche Flat-6                   | 0      |
| DNQ  | GTX    | 13  | Kemp Motoracing               | Charlie Kemp Art Pasmas Carson Baird                 | Ford Mustang II Cobra II         | 0      |
| DNQ  | GTX    | 13  | Kemp Motoracing               | Charlie Kemp Art Pasmas Carson Baird                 | Ford Cleveland 5.8 L V8          | 0      |
| DNQ  | GTX    | 73  | Z&W Enterprises               | Jean-Paul Libert Hervé Regout Jean Xhenceval         | Mazda RX-7                       | 0      |
| DNQ  | GTX    | 73  | Z&W Enterprises               | Jean-Paul Libert Hervé Regout Jean Xhenceval         | Mazda Rotary                     | 0      |
| DNQ  | GTX    | 74  | Z&W Enterprises               | Pierre Honegger Pierre Dieudonné Ernesto Soto        | Mazda RX-7                       | 0      |
| DNQ  | GTX    | 74  | Z&W Enterprises               | Pierre Honegger Pierre Dieudonné Ernesto Soto        | Mazda Rotary                     | 0      |
| DNQ  | GTO    | 97  | The Cummings Marque           | Don Cummings Bill McDill Guido Levetto               | Shelby GT350                     | 0      |
| DNQ  | GTO    | 97  | The Cummings Marque           | Don Cummings Bill McDill Guido Levetto               | Ford V8                          | 0      |

1962 · 1963 · 1964 · 1965 · 1966 · 1967 · 1968 · 1969 · 1970 · 1971 · 1972 · 1973 · 1974 · 1975 · 1976 · 1977 · 1978 · 1979 · 1980 · 1981 · 1982 · 1983 · 1984 · 1985 · 1986 · 1987 · 1988 · 1989 · 1990 · 1991 · 1992 · 1993 · 1994 · 1995 · 1996 · 1997 · 1998 · 1999 · 2000 · 2001 · 2002 · 2003 · 2004 · 2005 · 2006 · 2007 · 2008 · 2009 · 2010 · 2011 · 2012 · 2013 · 2014 · 2015 · 2016 · 2017 · 2018 · 2019 · 2020 · 2021 · 2022 · 2023 · 2024 · 2025